# Michel Pécheux
Michel Pécheux   (Saint-Brieuc, 24 de maig de 1911 - Neuilly-sur-Seine, 29 d'agost de 1985) va ser un tirador d'esgrima francès, especialista en espasa, que va competir durant les dècades de 1930 i 1940.
El 1936 va prendre part en els Jocs Olímpics de Berlín, on disputà dues proves del programa d'esgrima. Guanyà la medalla de bronze en la prova d'espasa per equips, mentre en la d'espasa individual quedà eliminat en semifinals. El 1948, una vegada finalitzada la Segona Guerra Mundial, va disputar els Jocs de Londres, on guanyà la medalla d'or en la prova d'espasa per equips del programa d'esgrima.
Al Campionat del món d'esgrima aconseguí cinc medalles d'or i dues de plata entre el 1934 i 1950.